# Station Capelle Schollevaar
Station Capelle Schollevaar is een spoorwegstation in het Zuid-Hollandse Capelle aan den IJssel, bij de wijk Schollevaar aan de spoorlijn Utrecht - Rotterdam. Het station werd geopend op 31 mei 1981. Dit station heeft twee sporen en twee perrons. Het station was vroeger met een voetgangersbrug verbonden met het winkelcentrum 'De Scholver'.

## Treinen
Het station wordt in de dienstregeling 2025 door de volgende treinserie bediend:
| Serie | Treinsoort    | Route | Bijzonderheden |
| ----- | ------------- | --- | -------------- |
| 4000  | Sprinter (NS) | Uitgeest – Zaandam – Amsterdam Centraal – Breukelen – Woerden – Gouda – Capelle Schollevaar – Rotterdam Centraal |                |

## Buslijn
De volgende buslijnen van de RET stoppen op station Capelle Schollevaar:
| Lijn | Route                             | Via | Opmerkingen                                         |
| ---- | --------------------------------- | --- | --------------------------------------------------- |
| 30   | Schollevaar - Station Alexander   | Station Capelle Schollevaar, Rotterdam (Oosterflank)                                                    |                                                     |
| 605  | Capelle Centrum → Capelle Centrum | Bergenbuurt, Station Capelle Schollevaar, Rotterdam (Oosterflank, Het Lage Land), IJsselland Ziekenhuis | Ringlijn in één richting, tegengesteld aan lijn 606 |
| 606  | Capelle Centrum → Capelle Centrum | IJsselland Ziekenhuis, Rotterdam (Oosterflank, Het Lage Land), Station Capelle Schollevaar, Bergenbuurt | Ringlijn in één richting, tegengesteld aan lijn 605 |
| B5   | Schollevaar - Rotterdam Centraal  | Station Capelle Schollevaar                                                                             |                                                     |

## Ontwikkeling aantal reizigers
Het aantal door NS vervoerde reizigers (per gemiddelde werkdag) ontwikkelde zich sedert 2019 als volgt:
| Jaar | Aantal reizigers |
| ---- | ---------------- |
| 2019 | 2.466            |
| 2020 | 1.231            |
| 2021 | 1.263            |
| 2022 | 1.706            |
| 2023 | 1.930            |
| 2024 | 1.921            |

## Afbeeldingen

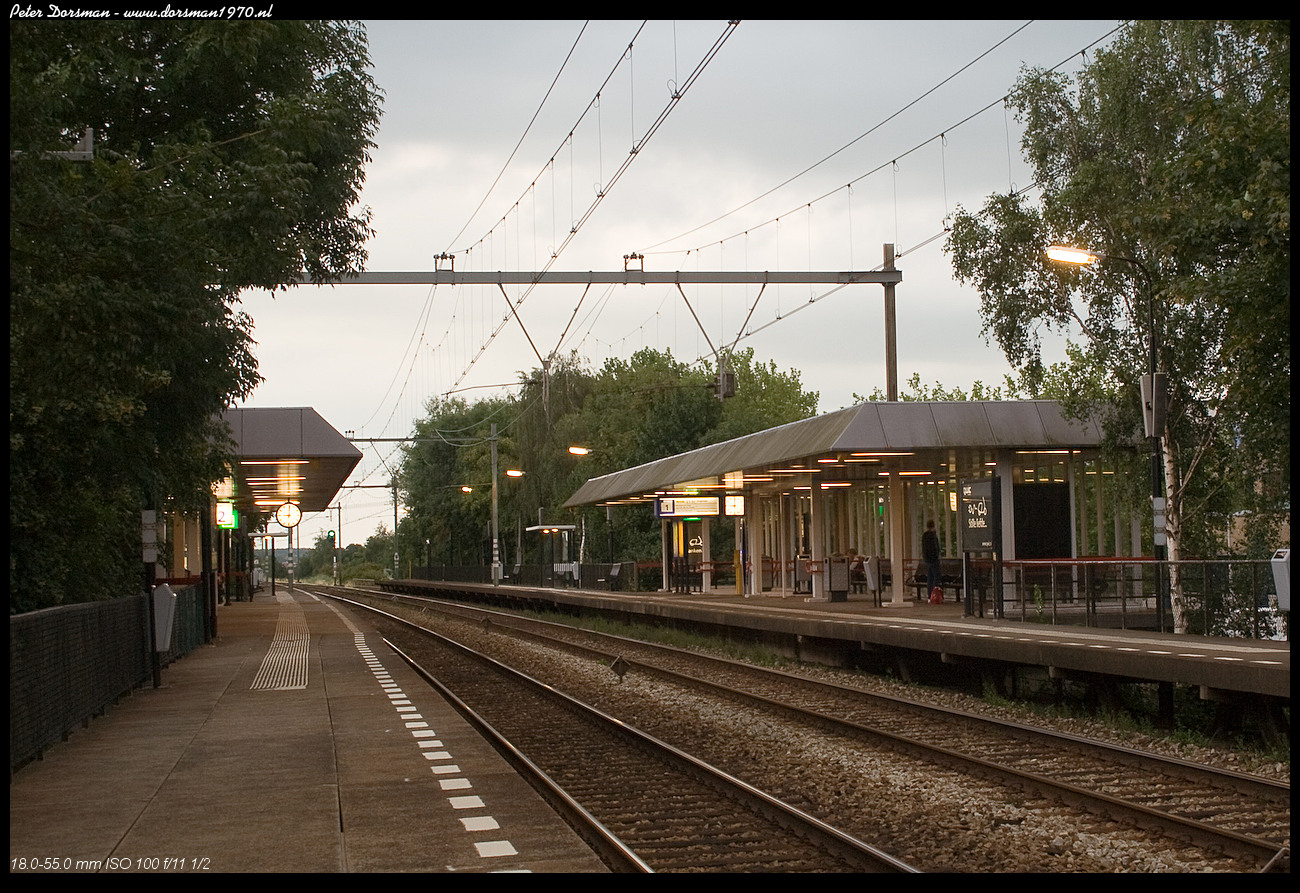
Perrons
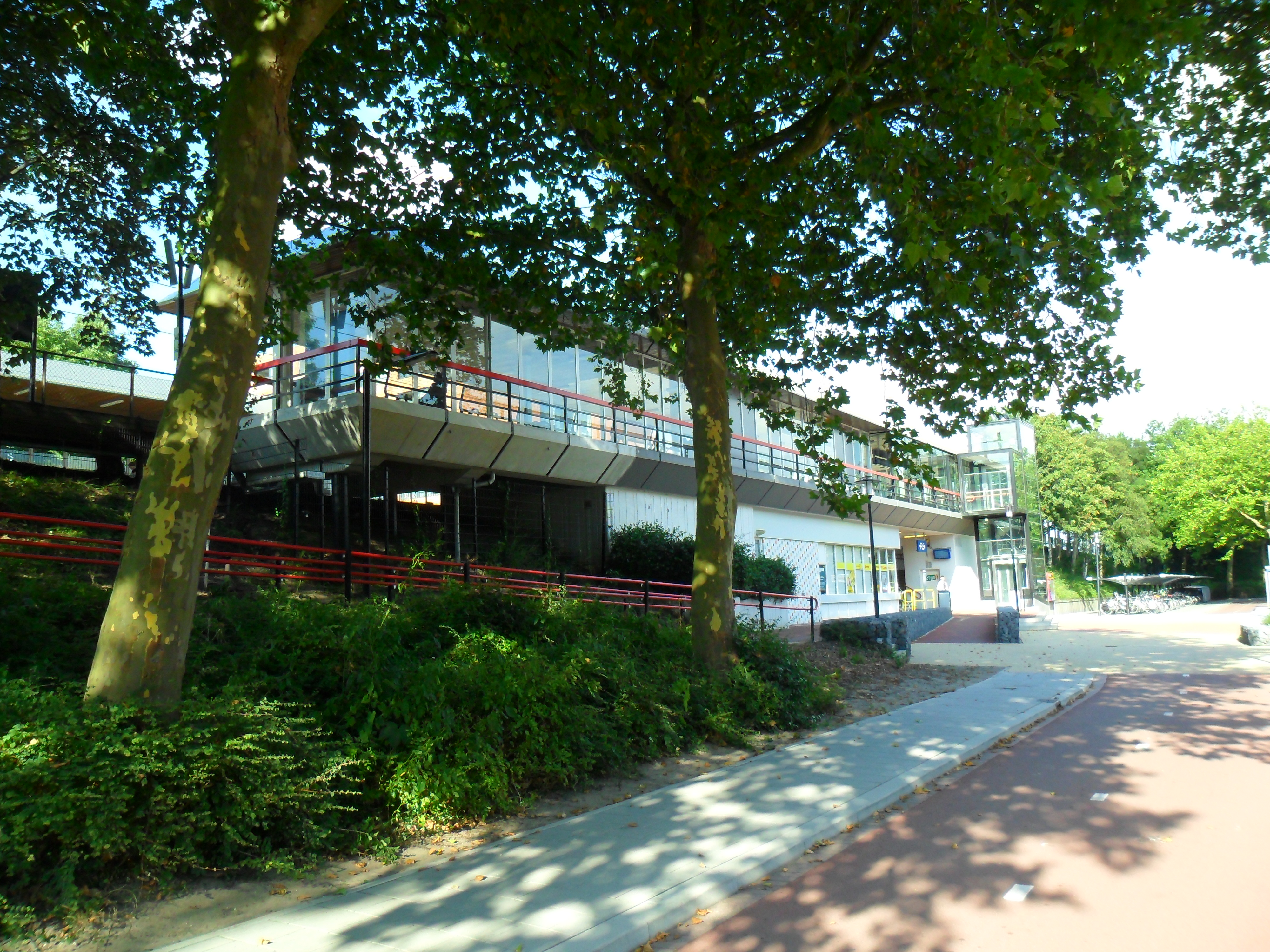
Station in 2013
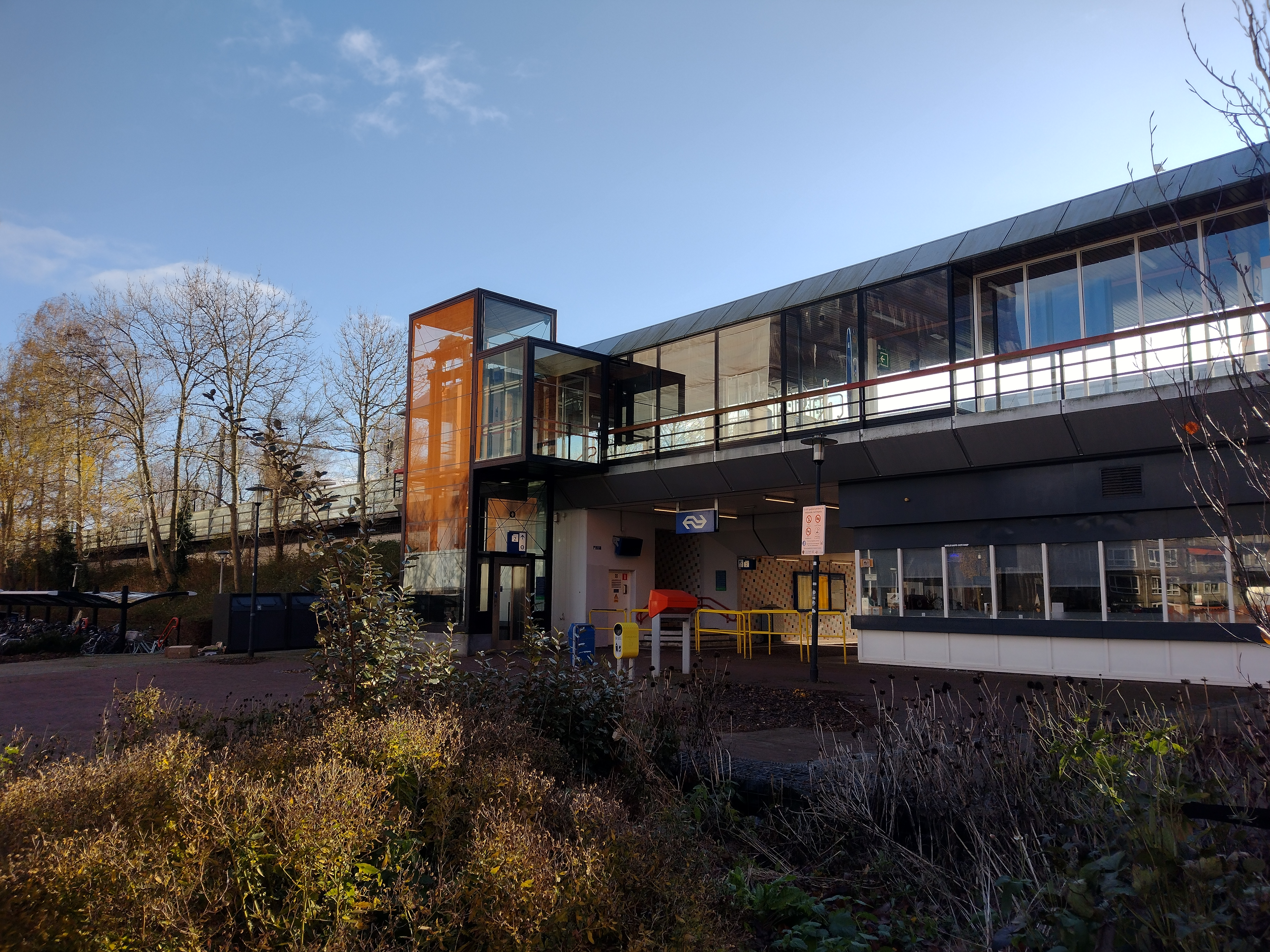
Vooraanzicht
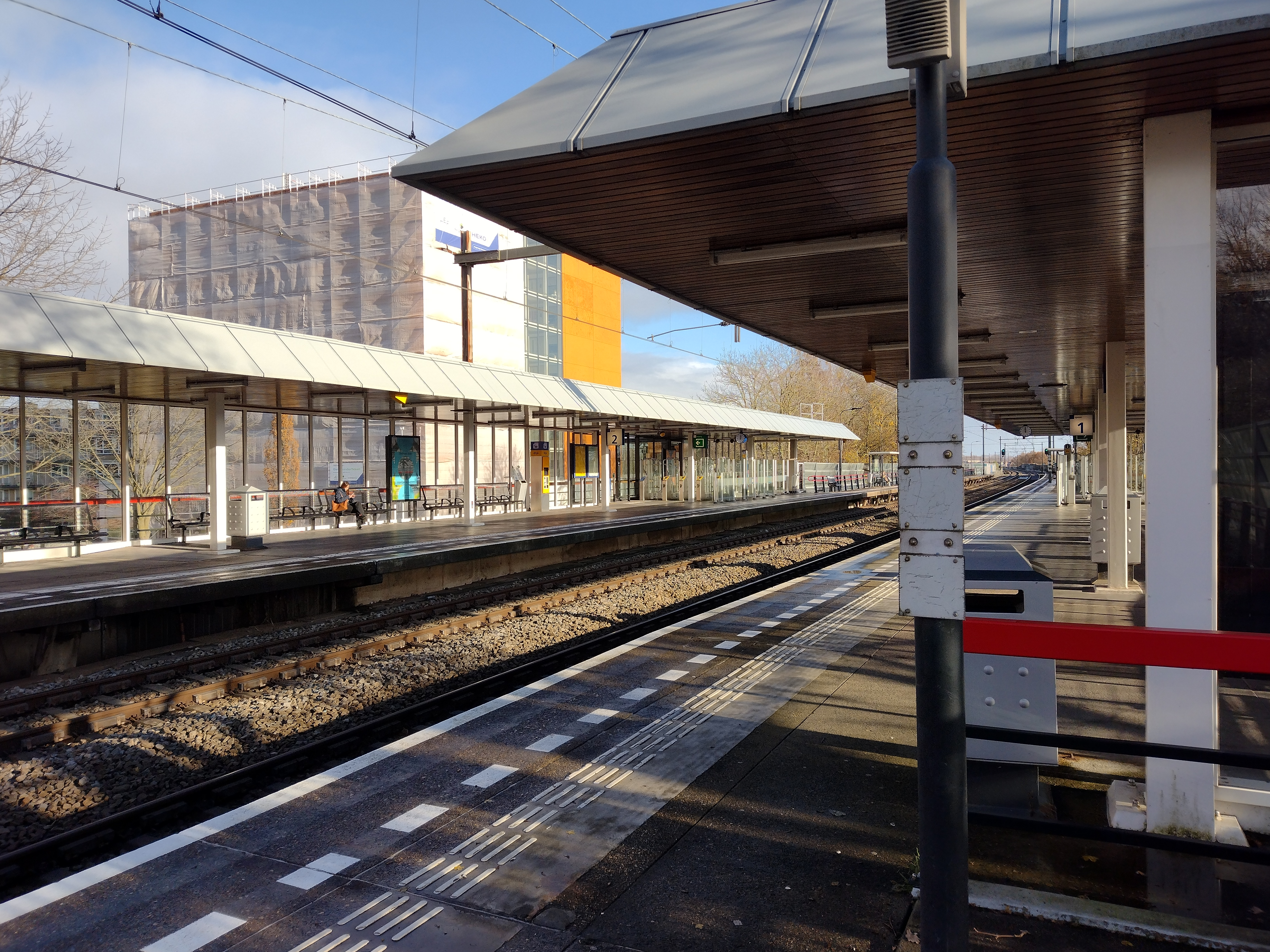
Perrons
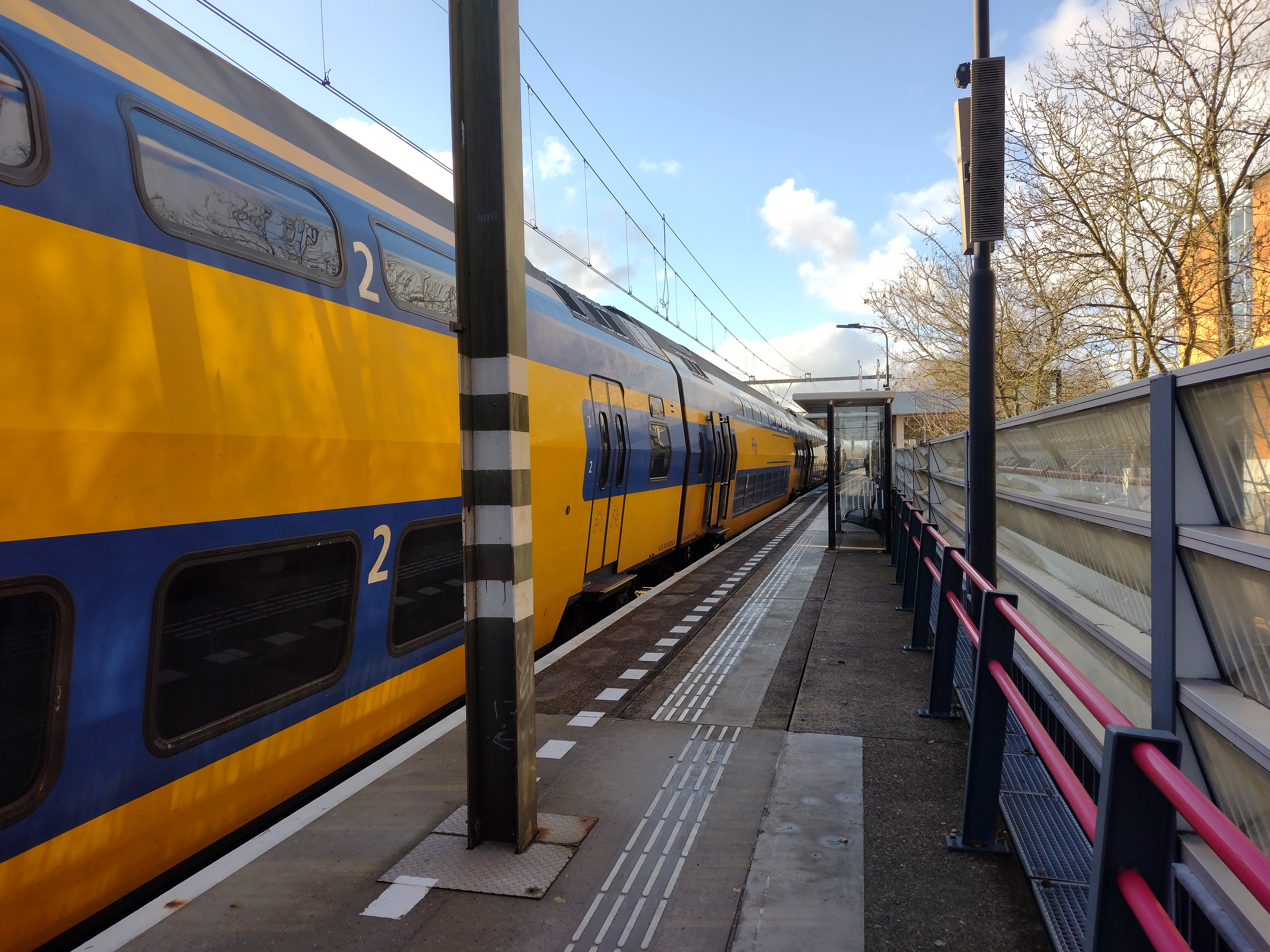
VIRM als sprinter op het station
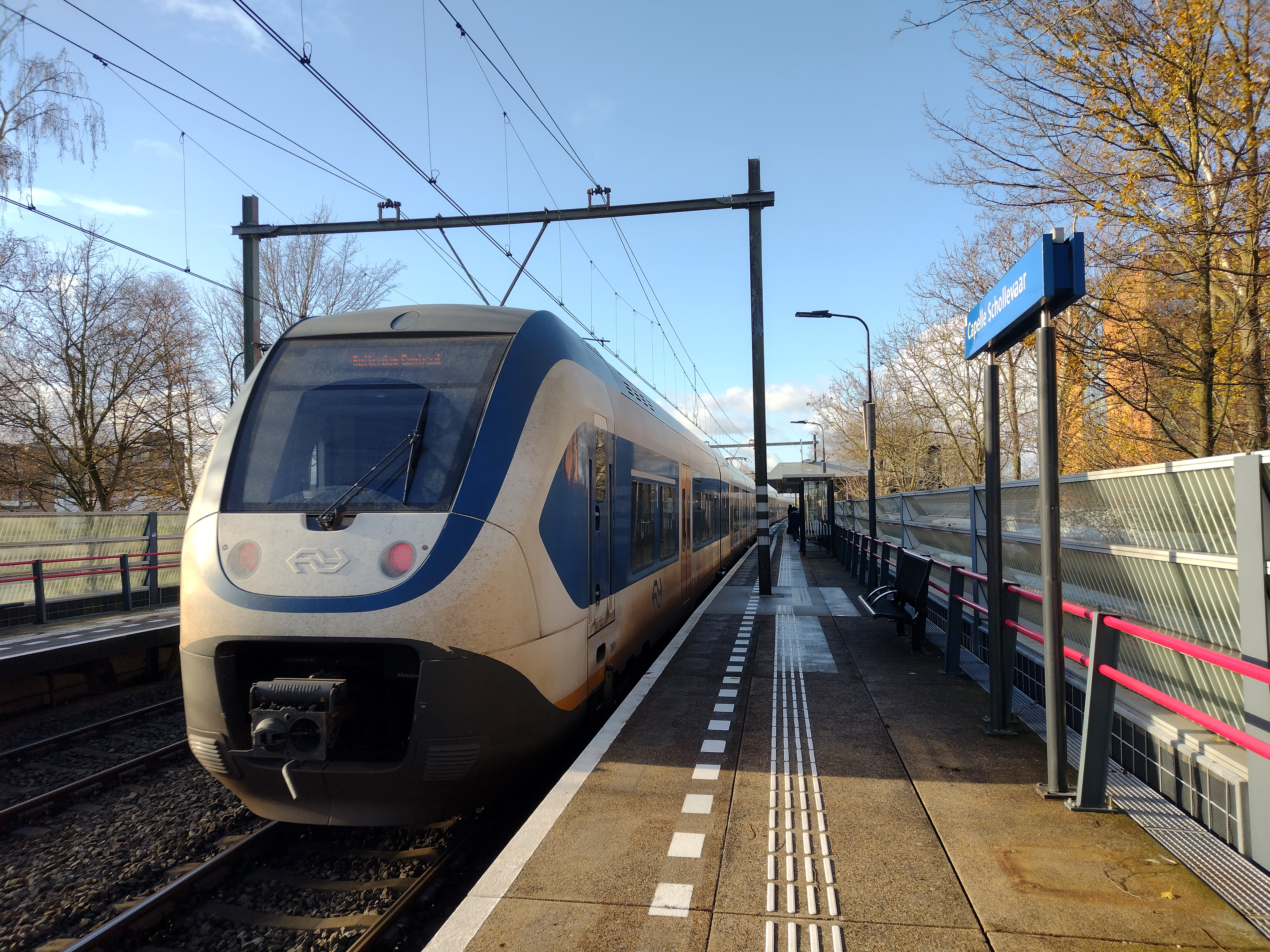
SLT op het station

Alphen a/d Rijn ·
Arkel · 
Barendrecht · 
Bodegraven · 
Boskoop · 
-Snijdelwijk · 
Boven Hardinxveld · 
Capelle Schollevaar · 
De Vink · 
Delft · 
-Campus · 
Den Haag:
-Centraal · 
-HS ·
-Laan van NOI · 
-Mariahoeve · 
-Moerwijk · 
-Ypenburg · 
Dordrecht · 
-Stadspolders ·
-Zuid ·
Gorinchem · 
Gouda · 
-Goverwelle · 
Hardinxveld:
-Blauwe Zoom · 
-Giessendam · 
Hillegom · 
Lansingerland-Zoetermeer · 
Leiden:
-Centraal · 
-Lammenschans · 
Nieuwerkerk a/d IJssel · 
Rijswijk · 
Rotterdam:
-Alexander · 
-Blaak · 
-Centraal · 
-Lombardijen · 
-Noord · 
-Stadion · 
-Zuid · 
Sassenheim · 
Schiedam Centrum · 
Sliedrecht · 
-Baanhoek · 
Voorburg · 
Voorhout · 
Voorschoten ·
Waddinxveen · 
-Noord ·
-Triangel ·
Zoetermeer · 
-Oost · 
Zwijndrecht
Geplande stations:
Gorinchem Noord · Hazerswoude-Koudekerk · Schiedam Kethel
Voormalige stations: zie de lijst van voormalige spoorwegstations in Zuid-Holland
0: Utrecht Centraal ·
3: Utrecht Leidsche Rijn ·
5: Utrecht Terwijde ·
7: Vleuten ·
12: Harmelen ·
16: Woerden ·
21: Oudewater ·
Hekendorp ·
30: Gouda Goverwelle ·
32: Gouda ·
Moordrecht ·
41: Nieuwerkerk a/d IJssel ·
44: Capelle Schollevaar ·
46: Rotterdam Alexander ·
55: Rotterdam Noord ·
60: Rotterdam Centraal